# Rue Schmerling
La rue Schmerling est une rue de la ville belge de Liège, située dans le quartier du Laveu.

## Situation et description
Cette artère se situe dans la partie nord du quartier du Laveu. Longue d'environ 133 m, cette rue rectiligne prolonge la rue Destriveaux au niveau d'un virage à gauche à 90° pour descendre vers la rue Henri Maus.

## Odonymie
La rue rend hommage à Philippe-Charles Schmerling, médecin et anthropologue, à la fois paléontologue et préhistorien belge né à Delft le 2 mars 1790 et mort à Liège le 7 novembre 1836.

## Histoire
La rue est percée en 1890 sur les terrains de propriétaires désireux que la ville de Liège y aménage des voiries.

## Architecture
Cette artère compte approximativement 35 immeubles dont les trois quarts ont été érigés en brique durant la fin du XIXe siècle et le début du XXe siècle. Parmi ces immeubles, on peut observer l'utilisation ornementale de pierres calcaires taillées en forme de pointe-de-diamant sur plusieurs façades comme aux nos 2, 9, 11, 12, 14, 16, 19, 21, 29, 35, 37 et 46.
Une ancienne boîte postale rouge en fonte datant vraisemblablement de la fin du XIXe siècle se trouve près du carrefour avec la rue Henri Maus. Elle est reprise à l'inventaire du patrimoine culturel immobilier de la Wallonie.

## Voies adjacentes
- Rue Destriveaux
- Rue Henri Maus